# 遺眼亮麗鯛
遺眼亮麗鯛（学名：Lamprologus lethops）為輻鰭魚綱鱸形目隆頭魚亞目慈鯛科的其中一種，分布於非洲剛果河下游流域，體長可達10公分，棲息在中底層水域，生活習性不明。